# Schistophallus carotii
Schistophallus carotii is een slakkensoort uit de familie van de Oxychilidae. De wetenschappelijke naam van de soort is voor het eerst geldig gepubliceerd in 1878 door Paulucci.